# محمد یعقوب یسنا
محمد یعقوب یسنا (زادهٔ ۸ آذر/قوس ۱۳۵۶ خورشیدی در درهٔ نیکپی، شهرستان دوشی، استان بغلان) اسطوره‌شناس، شاهنامه‌پژوه، منتقد ادبی، نظریه‌پرداز و داستان‌نویس اهل افغانستان است. او نزدیک به دو دهه در دانشگاه دولتی البیرونی استان کاپیسا تدریس کرده و آثار چشم‌گیری در عرصهٔ پژوهش‌های ادبی و فلسفی، شعر و داستان نشر کرده است. یسنا یکی از فعالان حوزهٔ ادبیات و فرهنگ افغانستان و ادبیات فارسی است و تقدیرات و جوایز پرشماری را در کشورهای افغانستان، ایران و تاجیکستان به پاس فعالیت‌هایش کسب کرده است و آثار او در افغانستان، ایران، تاجیکستان، آلمان، کانادا و هلند به چاپ رسیده‌اند.

## زندگی و اندیشه
محمد یعقوب یسنا تحصیلات دبستان و متوسطه را در لیسهٔ کلانگذر درهٔ نیکپی، و دورهٔ لیسه/دبیرستان را در لیسهٔ غلام‌حیدر خان کابل سپری کرده است. یسنا بنابر علاقه‌ای که به ادبیات و فرهنگ داشت، سال ۱۳۸۰ وارد دانشکدهٔ زبان و ادبیات دانشگاه کابل شد و در رشتهٔ زبان و ادبیات پارسی دری تا درجهٔ ماستری (فوق لیسانس) تحصیل کرد. در دانشگاه یزد ایران دکتری ادبیات فارسی خوانده است. او سال ۱۳۸۰ خورشیدی با اورانوس ازدواج کرد و چهار فرزند به نام‌های فلورانس، میترا، پروچیستا و دانا دارد.
محمد یعقوب یسنا قبل از شروع دورهٔ دکتری، استاد دانشگاه البیرونی، آمر گروه ادبیات فارسی، مدیر مسوول هفته‌نامه پگاه، سردبیر مجله عدالت در وزارت عدلیه، مسوول کمیتهٔ تحقیق دانشگاه خورشید، مدیر مسوول انتشارات مقصودی و… بوده است. گروهی از استادان دانشکده شرعیات دانشگاه البیرونی ولایت کاپیسا پس از به قدرت رسیدن طالبان در سال ۱۴۰۰ خورشیدی، یسنا را به دلیل نوشتن مقاله‌ها و سخنانش یوتیوب در بارهٔ روشن‌گری و روشن‌فکری، متهم به کفرگویی کردند، بنابراین استاد یعقوب یسنا از سمت استادی در این دانشگاه وادار به استعفا و ناگزیر به ترک کشور شد .
یسنا از روشن‌فکران و منتقدان جدی و مطرح افغانستان است که اندیشه و فکر خود را در کتاب‌هایش و در رسانه‌ها و رسانه‌های اجتماعی به صورت واضح بیان می‌کند. دیدگاه او در بارهٔ سیاست، دیانت و آموزش سیکولار است و به این نظر است که سیاست و آموزش باید از دیانت جدا باشد. انحصارگرایی دینی و مذهبی را درست نمی‌داند و می‌نویسد با کثرت‌گرایی می‌توان به شناخت درست ادیان و مذاهب رسید و ادیان و مذاهب را بنابر تحولات فکری، علمی و فرهنگی جهان تحول‌پذیر و قابل مدارا کرد.
به نظر او تبلیغ انحصارگرایانهٔ دین و مذهبی خاص موجب خشونت می‌شود. یکی از عوامل اساسی خشونت‌های فرهنگی، اجتماعی و خانوادگی در افغانستان و کشورهای منطقه را انحصارگرایی دینی و مذهبی حکومت‌های منطقه می‌داند و تأکید می‌کند حکومت‌ها نباید از دین و مذهب سوءاستفاده کنند. استفادهٔ سیاسی از دین و مذهب توسط حکومت‌ها موجب می‌شود انواع خشونت‌های مذهبی و از جمله زن‌ستیزی در جامعه گسترش یابد. یعقوب یسنا در کتاب روشن‌گری افسون دیدگاه خود را در بارهٔ معرفت، دین، ادبیات و آموزش بیان کرده است.

## فعالیت‌ها
فعالیت‌های محمد یعقوب یسنا:
- معاون مدیر مسوول هفته‌نامهٔ دانشجو از ۱۳۸۲ تا ۱۳۸۴
- استاد و عضو هیئت علمی دانشگاه البیرونی در ولایت کاپیسا از ۱۳۸۳ تا اکنون
- آمر دیپارتمنت پارسی دری دانشکدهٔ زبان و ادبیات دانشگاه البیرونی از ۱۳۸۹ تا ۱۳۹۳
- مدیر مسوول هفته‌نامهٔ «پگاه» از ۱۳۸۴ تا ۱۳۸۶
- سردبیر و ویراستار مجلهٔ «عدالت» وزارت عدلیه از ۱۳۸۶ تا ۱۳۹۰
- مسوول کمیتهٔ فرهنگی مرکز دموکراسی و حقوق بشر (انجمن) از ۱۳۸۷ تا ۱۳۹۱
- معاون شورای اجتماعی و فرهنگی مردم نیکپی از ۱۳۸۷ تا اکنون
- صاحب امتیاز نشریهٔ «نامه» از ۱۳۹۲ تا اکنون
- مسوول کمیتهٔ تحقیق «دانشگاه خورشید» از ۱۳۹۳ تا ۱۳۹۵
- مدیر مسوول «انتشارات مقصودی» از ۱۳۹۳ تا اکنون
- نمایندهٔ دانشجویان خارجی دانشگاه یزد از ۱۳۹۶ تا اکنون
- عضو اتحادیهٔ نویسندگان در کابل
- عضو هیئت داور در بررسی آثار ادبی فرهنگی در وزارت اطلاعات و فرهنگ افغانستان
- عضو هیئت داور در سمینار نشست بین‌المللی استادات ادبیات فارسی در تهران
- عضو هیئت داور در آثار داستانی زون شمال شرق افغانستان
- عضو هیئت داور ادبیات داستانی در جشنوارهٔ ادبی مجلهٔ بخارا
- عضو هیئت داوران جشنوارهٔ ادبی-هنری زخم‌های جنگ
- مسوول کمیتهٔ فرهنگی انجمن فرهنگی و اجتماعی سید نادرشاه الحسینی کیانی

## آثار
از یعقوب یسنا مقاله‌های زیاد در نشریه‌های افغانستان، ایران و تاجیکستان نشر شده است. در ضمن نوشتن و نشر مقالات، ۱۲ کتاب نیز از او تاکنون در افغانستان، ایران و هالند به چاپ رسیده است. یسنا در سمینارها و همایش‌های علمی، ادبی و فرهنگی در کشورهای ایران و تاجیکستان نیز اشتراک کرده است.

### پژوهش:[۱]
- واژه‌های عربی در شاه‌نامه: نخستین تحقیق در بارهٔ واژه‌های عربی شاه‌نامهٔ فردوسی در افغانستان است. در این کتاب ۶۶۹ واژهٔ عربی با استناد به بیت‌های شاه‌نامه مشخص شده است.
- اهریمن بررسی اسطوره‌های اوستایی در شاه‌نامه (تحول اسطوره از اوستا تا شاه‌نامه): در این کتاب اسطوره‌های اوستایی در شاه‌نامه بررسی شده است. ۷۰ چهره و مفهوم اساطیری اوستایی در شاه‌نامهٔ فردوسی نشان داده شده است. این کتاب مشخص کرده که شاه‌نامه از نظر معرفتی، تداوم اوستا است.[۷]
- دانایی‌های ممکن متن (نظریه‌هایی دربارهٔ چگونگی معناداری متن ادبی و فلسفهٔ ادبیات): این کتاب از نخستین کتاب‌های فلسفی در بارهٔ فلسفهٔ ادبیات در افغانستان است‌که به چگونگی شکل‌گیری معنای متن ادبی از چشم‌انداز نظریه‌های فلسفی پساساخت‌گرا به معنا و ادبیات پرداخته است.[۸][۹][۱۰]
- خوانش متن (نقد ادبی): در این کتاب شعر و داستان معاصر افغانستان در بیست سال (دورهٔ جمهوریت) نقد شده است. نقد عملی شعر و داستان معاصر بنابه نظریه‌های ادبی معاصر غربی ارایه شده است.[۱۱]
- مقدمه‌ای بر فردوسی‌شناسی و شاه‌نامه‌پژوهی (ارایهٔ چشم‌انداز انتقادی از فردوسی‌شناسی و شاه‌نامه‌پژوهی): این کتاب مطالعات فردوسی‌شناسی و شاه‌نامه‌پژوهی را به صورت انتقادی بررسی کرده است. در کتاب چهار نظریه دربارهٔ مطالعات فردوسی‌شناسی و شاه‌نامه‌پژوهی ارایه شده است: رابطهٔ گفتمانی فردوسی، شاه‌نامه و محمود؛ جدایی انتقاد از اندیشهٔ فردوسی و شاه‌نامه؛ شاه‌نامه، حماسهٔ بنی بشر؛ و جغرافیای پدیدارشناسانهٔ ایران فرهنگی در شاه‌نامه.[۱۲][۱۳][۱۴][۱۵]
- نگارش و روش تحقیق: در این کتاب مشکلات تحقیق در نهادهای تحقیقی و دانشگاه‌های افغانستان بررسی شده و راه‌حل‌هایی برای رفع مشکلات تحقیق در نهادهای تحقیقی و دانشگاه‌های افغانستان ارایه شده ست.[۱۶][۱۷]
- روشنگری افسون (نقد معرفت در افغانستان): این کتاب اندیشه‌های فلسفی و انتقادی یعقوب یسنا در بارهٔ چهار ساده‌انگاری فرهنگی و فکری مردم افغانستان است: ساده‌انگاری معرفتی، ساده‌انگار هستی‌شناختی، ساده‌انگاری هنری و ادبی و ساده‌انگاری آموزشی.[۱۸] از این کتاب در افغانستان به خوبی استقبال شد.
- گشودن (مقاله‌های پژوهشی): مقاله‌های پژوهشی و آکادمیک دربارهٔ پست‌مدرنیسم، استعاره، عشق، شراب و… است.[۱۹]
- جایگاه زبان پارسی در افغانستان (مقالهٔ علمی وزارت علوم ایران، نشر شده در مجلهٔ کاوش‌نامهٔ دانشگاه یزد)[۲۰]
- بررسی بینامتنی اشعار اخوان ثالث و واصف باختری بر اساس نظریۀ ژولیا کریستوا (مقالهٔ علمی وزارت علوم ایران، نشر شده در مجلهٔ ادبیات تطبیقی دانشگاه باهنر کرمان)
- بررسی شگردهای زبانی و بیانی نفثه‌المصدور به اساس مولفه‌های پسامدرنیسم: (مقالهٔ چاپ‌شده در هشتمین همایش ملی نقد و نظریهٔ ادبی ایران)[۲۱][۲۲]
- بررسی تشبیه و استعاره به اساس نظریهٔ ساخت‌گرا و زایاگشتاری: (مقالهٔ چاپ‌شده در هشتمین همایش ملی نقد و نظریهٔ ادبی ایران)[۲۱][۲۲]
- تحلیل و بررسی نفس در آرای نجم‌الدین رازی و ابن سینا: (مقالهٔ چاپ‌شده در هشتمین همایش ملی نقد و نظریهٔ ادبی ایران)[۲۱][۲۲]
- زن‌نامه (در نقد فرهنگ مردسالار جامعه افغانستان): کتاب زن‌نامه در «نقد گفتمان پدرسالار» در سه ساحت عمده نگاشته شده است. بخش اول، انتقاد از تعبیر و برداشت بدوی مردسالار از مناسبات فرهنگی و اجتماعی زنانه؛ بخش دوم، برداشت مدرن و معاصر از مناسبات فرهنگی و اجتماعی زنانه؛ و بخش سوم، برداشت فمینیستی از مناسبات فرهنگی و اجتماعی زنانه.[۲۳]
- انسان انگاری جهان (نظریه‌ای دربارهٔ شکل‌گیری معرفت و فرهنگ) - آماده چاپ
- جریان‌شناسی تطبیقی شعر معاصر ایران و افغانستان - آماده چاپ

### شعر:[۱]
- من و معشوق و ماقبل تاریخ (مجموعه شعر)
- در غیبت (مجموعه شعر)[۲۴][۲۵]

### داستان:[۱]
- در بازگشت (داستان): این رمان سرنوشت کودکی را بنام غلام‌حسین روایت می‌کند که توسط روس‌ها در افغانستان اسیر شده، به روسیه برده می‌شود. از روسیه به افغانستان برمی‌گردد. غلام‌حسین درگیر مفهوم عشق، زندگی و مرگ می‌شود.[۲۶][۲۷][۲۸]
- در دیدار با موجودات فضایی چه گذشت (داستان علمی-تخیلی)
- زنی که بار سوم کشته شد (داستان) - آماده چاپ
- هذیان عصر کرونا - آماده چاپ

## تقدیر و جوایز ادبی و فرهنگی
- تحسین‌نامه و مدال طلا از طرف بنیاد احمد شاه مسعود - ۱۳۸۳[۳]
- تحسین‌نامه و جایزهٔ نقدی از طرف وزارت اطلاعات و فرهنگ افغانستان - ۱۳۹۱[۳]
- دریافت لوح تقدیر برای فعالیت فرهنگی از طرف معاون دوم ریاست جمهوری افغانستان (محمد کریم خلیلی) - ۱۳۸۵[۳]
- تقدیرنامه برای فعالیت مطبوعاتی از طرف ریاست اطلاعات و فرهنگ ولایت پروان - ۱۳۸۶[۳]
- لوح سپاس برای فعالیت علمی و فرهنگی از طرف اداره و طریقه تعلیمات مذهبی شیعهٔ امامی اسماعیلی برای افغانستان - ۱۳۹۳[۳]
- تقدیر و برگزاری همایش علمی با عنوان «جایگاه یعقوب یسنا در ادبیات افغانستان» از طرف کانون فرهنگی حکیم ناصر خسرو بلخی - ۱۳۹۵[۳]
- دریافت لوح دانشجویان برتر دانشگاه یزد به مناسبت سی‌امین سال تأسیس دانشگاه یزد.[۳]
- دریافت تقدیرنامه از وزارت آموزش و پرورش ایران به مناسبت سخن‌رانی در بارهٔ «اسطوره در ادبیات فارسی و جایگاه اسطوره در ادبیات کودک» - ۱۳۹۷[۳]
- تقدیر از طرف شهرداری و شورای شهر یزد - ۱۳۹۹[۲۹][۳۰][۳]
- احوال‌گیری و تقدیر رئیس‌جمهور ایران به پاس کارهای فرهنگی - ۱۳۹۹[۳۱][۳۲][۳]
- دریافت تقدیرنامه از خانهٔ فرهنگ ایران برای سخن‌رانی در وبینار بین‌المللی «شاه‌نامهٔ فردوسی و راز جاودانه‌گی زبان فارسی».[۳۳]
- دریافت تقدیرنامه از دانش‌گاه علامه طباطبایی برای سخن‌رانی در «هشت‌مین نشست سامانیان و رونق زبان پارسی».[۳۴]
- مجله بخارا از یعقوب یسنا برای کارنامه ادبی فرهنگی و چاپ کتاب فردوسی‌شناسی در تهران تقدیر کرد.
- برندهٔ مقام سوم در جشنوارهٔ بین‌المللی مادر در دوشنبهٔ تاجیکستان.  نشریۀ جمهوریت.